# Fortunate Son (Beverly Hills, 90210)
Fortunate Son is de veertiende aflevering van het zesde seizoen van het tienerdrama Beverly Hills, 90210, die voor het eerst werd uitgezonden op 13 december 1995.

## Verhaal
Nu Lisa Rozenkoningin is geworden krijgt ze het druk, ze heeft Donna gevraagd om in te vallen op haar werk in de supermarkt. Het is in een arme buurt en daarom maakt Joe zich zorgen voor haar veiligheid. Hij staat erop om haar weg te brengen en op te halen. Donna maakt in de winkel kennis met een zwart kind, Isaiah, die een teddybeer probeert te stelen. Hij wordt betrapt door de eigenaar van de winkel, maar Donna zegt dat hij betaald heeft en de jongen kan gaan. Donna rekent de beer af in de kassa. Joe en Donna rijden weer richting huis maar komen zonder brandstof te staan en worden lastiggevallen door buurtjongeren. Ze komen langs het huis van Isaiah en worden door hem gered, als ze bij hem binnen komen dan komen ze erachter dat hij alleen thuis is met zijn kleine zusje en kleine broertje en zijn moeder is werken. Dan blijkt dat de teddybeer een verjaardagscadeau is voor zijn broertje. Donna vindt dat zij de kinderen niet kan achterlaten en besluit daar te blijven. Als de moeder thuis komt dan vertelt Donna wat ze daar doen. De moeder weigert de hulp van Donna en vraagt haar te vertrekken.
In de After Dark is er een benefietactie door een casinoavond. Als de avond bezig is dan valt het op dat Brandon wel erg meegenomen wordt door het gokken. Nat maakt zich zorgen en is bang dat Brandon weer terug valt in zijn gokverslaving (zie Duke's Bad Boy). Hij krijgt ook ruzie met Susan die hem probeert af te remmen, Susan gaat boos naar huis. Als Brandon beseft wat hij aan het doen is dan zoekt hij Susan op en vertelt hem wat er gebeurd is in het verleden en ze maken het weer goed. Er is ook een veiling en één onderwerp is een portret die geschilderd wordt door Colin. De bieding begint en het gaat tussen Kelly en Valerie, waarbij Valerie het hoogste bod uitbrengt. Dit tot ongenoegen van Kelly. Later vertelt Valerie tegen Kelly dat dit een kerstcadeau is voor David.
Steve heeft een baan gekregen via een goede relatie van zijn vader op een kantoor, hij is daar een assistent van een vrouwelijke manager. Ze doet zich voor als een belangrijk persoon en vindt Steve maar een onderschikte. Als Steve op de casinoavond is dan komt zijn bazin hem opzoeken en vertelt hem dat ze ontslagen is, ze hoopt dat Steve een goed woordje kan doen bij haar baas omdat Steve hem kent. Steve zwicht voor haar en gaat met de baas praten maar kan niet voorkomen dat haar ontslag doorgezet wordt.
De benefietavond heeft een goede opbrengst en Donna regelt dat de opbrengst naar een kinderdagverblijf gaat en wil dat Isaiah en zijn broertje en zusje daar hun dagen kunnen doorbrengen.

## Rolverdeling
- Jason Priestley - Brandon Walsh
- Jennie Garth - Kelly Taylor
- Ian Ziering - Steve Sanders
- Brian Austin Green - David Silver
- Tori Spelling - Donna Martin
- Tiffani Thiessen - Valerie Malone
- Joe E. Tata - Nat Bussichio
- Kathleen Robertson - Clare Arnold
- Jason Wiles - Colin Robbins
- Michael Durrell - Dr. John Martin
- Emma Caulfield - Susan Keats
- Cameron Bancroft - Joe Bradley
- Katherine Cannon - Felice Martin
- Caroline McWilliams - LuAnn Pruit
- Tembi Locke - Lisa Dixon